# Eressa hosei
Eressa hosei är en fjärilsart som beskrevs av Rothschild. Eressa hosei ingår i släktet Eressa och familjen björnspinnare. Inga underarter finns listade i Catalogue of Life.